# Aromatyczna substytucja nukleofilowa
Aromatyczna substytucja nukleofilowa – reakcja substytucji w chemii organicznej, w której nukleofil zastępuje grupę odchodzącą od pierścienia aromatycznego. 

## Typy reakcji
W zależności od rodzaju związku aromatycznego, bądź nukleofila wyróżnia się 6 zasadniczych mechanizmów tej reakcji:
- addycja-eliminacja SNAr

- substytucja zastępcza: zachodzi dla atomu wodoru w nitroarenach w obecności nukleofila węglowego zawierającego podstawniki elektronoakceptorowe.

- ANRORC (Addition of the Nucleophile, Ring Opening, and Ring Closure) poprzez otwarcie/zamknięcie pierścienia aromatycznego

- mechanizm SN1

1) z wytworzeniem dodatniego ładunku na pierścieniu (najczęściej w obecności soli diazoniowych)
2) z wytworzeniem formy anionowej (środowisko zasadowe)
3) z wytworzeniem formy rodnikowej (często w środowisku lekko zasadowym)